# Мімі Сміт
Мері Елізабет «Мімі» Сміт (англ. Mary Elizabeth "Mimi" Smith, уроджена Стенлі, 24 квітня 1906 — 6 грудня 1991) була тіткою по материнській лінії та опікункою англійського музиканта Джона Леннона. Мімі Стенлі народилася в Токстеті, Ліверпуль, Англія, найстарша з п'яти дочок. Вона стала медсестрою-практикантом у Вултонській реабілітаційній лікарні, а згодом працювала приватним секретарем. 15 вересня 1939 року вона вийшла заміж за Джорджа Тугуда Сміта, який керував сімейною молочною фермою і магазином у Вултоні, передмісті Ліверпуля.
Після того, як її молодша сестра Джулія Леннон розлучилася зі своїм чоловіком, Джулія та її син, молодий Джон Леннон, переїхали до нового партнера, але Сміт звернулася до соціальних служб Ліверпуля і поскаржилася на те, що він спить в одному ліжку з двома дорослими. Врешті-решт Джулію переконали передати турботу про Джона Смітам. Він жив зі Смітами більшу частину свого дитинства і залишався близьким зі своєю тіткою, хоча вона вкрай зневажливо ставилася до його музичних амбіцій, його подруг і дружин. Вона часто говорила підлітку Леннону: «Гітара — це добре, Джоне, але ти ніколи не заробиш нею на життя».
У 1965 році Джон купив їй бунгало в Пулі, Дорсет, де вона жила до своєї смерті в 1991 році. Незважаючи на те, що пізніше він втратив зв'язок з іншими членами сім'ї, він підтримував тісний контакт з Мімі і телефонував їй щотижня аж до своєї смерті в 1980 році. Будинок Смітів у Ліверпулі пізніше був переданий Національному трасту.